# Chkvishi
Chkvishi (en georgiano: ჭყვიში) es un pueblo del oeste de Georgia, ubicado en el sureste de la región de Imericia y parte del municipio de Vani. 

## Geografía
Chkvishi está en la confluencia de los ríos Rioni y Kumuri, 10 kilómetros de Vani.

## Historia
El pueblo se mencionó por primera vez en el siglo XVI con el nombre de Chkusheri, Chkushi y formaba parte de la capital de la familia Mikeladze.

## Demografía
La evolución demográfica de Chkvishi entre 2002 y 2014 fue la siguiente:
| 543                                             | 376 |
| (Fuente: Population of Georgia in Soviet times) |     |

Según el censo de 2014, los georgianos constituían el 100%.

## Infraestructura

### Arquitectura, monumentos y lugares de interés
En Chkvishi está el museo de Titsian y Galaktion Tabidze, un museo que homenajea a los poetas en su pueblo de nacimiento con objetos conmemorativos.

## Personas ilustres
- Titsian Tabidze (1890-1937): poeta georgiano, y uno de los principales líderes del movimiento simbolista.
- Galaktion Tabidze (1892-1959): poeta georgiano cuya obra influyó profundamente en todas las generaciones posteriores de poetas georgianos.